# Viviana Sofronitsky

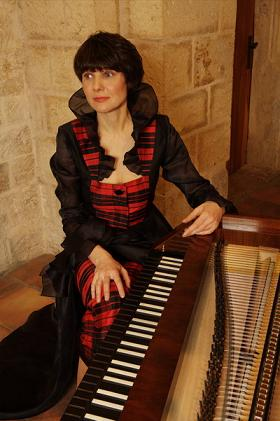
Viviana Sofronitsky

Viviana Sofronitsky (em russo: Вивиана Владимировна Софроницкая) é uma pianista clássica russa-canadense, filha do famoso pianista russo-soviético Vladimir Sofronitsky.

## Biografia
Começou os seus estudos musicais no Conservatório de Moscovo, onde obteve o seu doutoramento. Realizou digressões como solista na URSS, tendo tocado com o Madrigal e com a Academia de Música de Câmara, agrupamentos fundados por Alexei Lubimov.
Em 1989 mudou-se para os Estados Unidos, onde trabalhou na Universidade Oberlin. Em 1990 mudou-se para o Canadá, onde teve uma carreira activa em Toronto, em parceria com vários membros da Orquestra Barroca Tafelmusik. É fundadora da orquestra Academy Concert Series em Toronto. Sofronitsky é cidadã canadense desde 1994.
Em 1999 recebeu diplomas de performance histórica em cravo e forte-piano, tendo completado a sua licenciatura em música antiga no Conservatório Real de Haia.
Mora na República Checa desde 2001 e é casada com o construtor de forte-pianos Paul McNulty. Com os seus instrumentos altamente valorizados realiza concertos e gravações onde se apresenta com um vasto repertório que vai de C. P. E. Bach a Liszt. Apresenta-se regularmente em festivais de música e lecciona cursos de aperfeiçoamento.
Em 2010 gravou a obra completa de Mozart para instrumentos de tecla com orquestra em instrumentos originais para a etiqueta PMC/ETCetera. Foi a primeira pianista a fazê-lo a nível mundial. Em 2017 foi também a primeira pianista a apresentar-se com a primeira cópia mundial do “Piano Chopin de Varsóvia” construído por Buchholtz.

## Gravações
- W.A. Mozart: 11CD box, the first world complete works for piano and orchestra performed on original instruments. Fortepiano: Viviana Sofronitsky. Orchestra: Musicae Antiquae Collegium Varsoviense. Label: Pro Musica Camerata, Poland. Anton Walter (Paul McNulty)
- Felix Mendelssohn: Complete works for cello and fortepiano. Fortepiano: Viviana Sofronitsky, Violoncello: Sergei Istomin. Label: Passacaille Musica Vera, Belgium.
- Franciszek Lessel: Works for Piano and Orchestra. Fortepiano: Viviana Sofronitsky, Orchestra: Musicae Antiquae Collegium Varsoviense. Label: Pro Musica Camerata, Poland.
- Beethoven, Hummel, Neuling: Works for fortepiano and mandolin. Fortepiano: Viviana Sofronitsky, Mandolin: Richard Walz. Label: Globe, the Netherlands.
- Ludwig van Beethoven: Trios for clarinet, violoncello and fortepiano op.11 and op.38 Viviana Sofronitsky with "Die Gassenhauer". Fortepiano: Viviana Sofronitsky, Clarinet: Susanne Ehrhard, Violoncello: Pavel Serbin, Label: Suoni e colori, France.
- Fryderyk Chopin: Complete works for cello and piano with Sergei Istomin. Label: Passacaille. Conrad Graf, Pleyel (Paul McNulty)
- Franz Schubert: Wanderer-Fantasie op. 15, Impromptus op. 142 and 90.  Label: AVI Music, Germany.
- Johann Ladislaus Dussek: Sonatas Op.9 and Op.75.  Label: Brilliant Classics, Netherlands.